# Âm vị học

Biểu đồ thanh quản.

Âm vị học là ngành nghiên cứu hệ thống âm thanh được sử dụng nhằm truyền tải ý nghĩa trong bất cứ một ngôn ngữ nói nào của con người. Một ngôn ngữ bên cạnh cú pháp và từ vựng, còn có hệ thống âm vị tác động đến thính giác. Khác với ngữ âm học nghiên cứu cách tạo ra, truyền tải và nhận thức âm thanh một cách vật lý, âm vị học nghiên cứu chức năng hoặc cách ký hiệu âm thanh trong một ngôn ngữ nhất định. Thuật ngữ "âm vị học" được dùng trong ngôn ngữ học thế kỷ 20 có thể bao gồm cả âm vị học và ngữ âm học.